# Sebastian Rivas
Sebastian Rivas, né le 29 juillet 1975 à Châtenay-Malabry, est un compositeur, artiste sonore et directeur artistique franco-argentin. 

## Biographie
Son travail évolue de la musique instrumentale et électronique vers la scène et l'espace d'exposition et jusqu'aux installations en solo ou en collaboration. Il a travaillé avec la danse, le cinéma, le théâtre ainsi que la littérature, l'architecture et les arts plastiques avec Nina Bouraoui, Maylis de Kerangal, Antoine Gindt, Charles Berling, Alban Richard, Géraldine Kosiak, Marcelo Lombardero, François Marthouret, Richard Brunel ou Philippe Rahm parmi d'autres.
Lauréat de la Société internationale de musique contemporaine en 2004, de la sélection Tremplin de l'Ensemble intercontemporain en 2008, du Prix Italia 2012 pour son opéra radiophonique La Nuit hallucinée, et pensionnaire à la Villa Medicis de septembre 2013 à mars 2015.
En juin 2013, son opéra  Aliados,,, sur un livret d'Esteban Buch et mis en scène par Antoine Gindt, est créé lors du festival ManiFeste  de l'Ircam au Théâtre de Gennevilliers.
En 2016, son œuvre pour grand orchestre et électronique "Esodo Infinito" est recommandée par la Tribune Internationale de Compositeurs de l'Unesco.
En 2018, il reçoit le Lion d'Argent de la Biennale de Venise, section musique. Il est nommé codirecteur du GRAME Centre National de Création Musicale de Lyon et de sa Biennale des Musiques Exploratoires [B!ME].
En 2021, il est lauréat du programme "Mondes Nouveaux"  pour son second Opéra Rayon N.
En 2024, il collabore avec l'Opera de Lyon et son directeur Richard Brunel pour son trois!ème Opéra "Otages" sur un texte de Nina Bouraoui. 
Après 6 années à la tête du Centre National de création Musicale de Lyon (GRAME/ B!ME) il fonde en 2025 avec un collectif d'artistes, la compagnie S.T.O.P. (Sonic Theatre Opera Performance) proposant des nouvelles formes scéniques à la lisère du Théâtre musical et dansé. 

## Prix et distinctions
- 2002 : lauréat de la section française de la ICMS.
- 2009 : prix Italia de la RAI « Best Music composed work » pour La Nuit hallucinée[8].
- 2018 : Lion d’argent de la Biennale de Venise. Lion d’or Keith Jarrett[9].
- 2021 : lauréat « Mondes Nouveaux »[10].

## Œuvres

### Œuvres scéniques
- Otages (2024) 1h15 min. Opéra sur un texte de Nina Bouraoui. Opera de Lyon Mise en scène Richard Brunel
- Ghosts before breakfast (2022) 11 min. Avec vidéo de Alexis Morano Banda sur un film de Hans Richter. Teatro Colon
- Snow on her lips (2021) 55 min. Spectacle performatif/ Théâtre musical et danse.
- Rayon N (2020) 1h10 min. Opéra pour 6 solistes, chœur, et ensemble. Commande de l'Ensemble Intercontemporain. Sur un livret d'Antoine Gindt.
- Aliados[11] 1 h 10 min (2010-2013) un opéra du temps réel. Sur un livret d'Esteban Buch.
- La Nuit Hallucinée 38 min (2012) opéra radiophonique pour récitant, soprano, ensemble et électronique. Sur des textes des Illuminations d'Arthur Rimbaud. Prix Italia 2012
- Le Plancher de Jeannot[12] 40 min (2013) monodrame.

### Collaborations
- Canoés (2021) installation sonore avec les voix de Maylis de Kerangal et Ryoko Sekiguchi. Sur des textes choisis par l'auteure.
- The Departed Heart (2019) pour 5 danseurs respirants et dispositif électronique en temps réel. Commande de la compagnie Carte Blanche. Collaboration avec le Chorégraphe  Alban Richard.
- Les recluses 3 h (2014) Installation sonore performative. Avec Géraldine Kosiak[13],[14]. Académie de France à Rome
- Sublimated Music (2014) Installation sonore 74 canaux conçue par Philippe Rahm. MAXXI - Musée national des arts du XXIe siècle
- état critique (2014) Installation sonore. Avec Géraldine Kosiak[15]. Institut français de Palerme
- Corps déployés 1 h (2010) pour trois danseurs, percussion, accordéon, électronique et capteurs. Avec Annabelle Bonnery/Cie Lanabel.

### Musique soliste
- Best Worse No Farther 10 min (2012) pour vibraphone préparé.
- Sous l’écorce 17 min (2011-2012) pour alto augmenté et électronique.
- Entführ 8 min (2011) pour accordéon.
- I sing the body electric 8 min (2011) pour accordéon.
- Immersion 8 min (2008) pour accordéon et dispositif électroacoustique.
- Uqbar 10 min (2006) pour violoncelle augmenté et électronique live.
- Tlön 6 min (2005) pour alto augmenté et traitements en temps réel.
- Sanftestes Gestez 8 min (2005) pour flûte. Inédit.

### Musique de chambre
- We Must (2018) pour Contrebasse et électronique.
- "Tribology"  Etudes de frictions, usures et lubrifications (2016) pour quatuor à cordes.
- White surface, a Piano Autopsy (2015) pour Piano préparé, et deux exécutants.
- Stains in the Carpet (2014) pour quintette et contrebasse.
- Blue Ahead 10 min (2013) pour clarinette basse, trombone, alto, accordéon et soprano.
- Soulèvement 6 min (2011) pour 3 voix, piano et vidéo.
- Ficciones Hrönir 15 min (2012) pour quatuor à cordes.
- Hollow (in memoriam Ch. B) 8 min (2011) pour clarinette basse, violoncelle et contrebasse.
- Orbis Tertius 15 min (2008) pour quatuor à cordes et dispositif électroacoustique.
- Doubting Shadows 7 min 30 s (2007) pour clarinette, piano, violon, violoncelle et percussion.
- Trio à cordes 8 min 30 s (2007)
- Delle città invisibili… 10 min (2006) pour six percussions claviers.
- Épars… 6 min (2006) pour guitare, contrebasse et percussion.
- L’ombre d’un doute… 6 min 30 s (2004) pour clarinette, piano, violon et violoncelle.
- Entre… 6 min (2003) pour guitare, violon et piano.
- Seikilos’s Epitaphe 6 min 30 s (2003) pour soprano, contre-ténor, ténor et théorbe.
- Madrigal em Fado 6 min 30 s (2000) pour soprano et deux clarinettes basses.

### Musique d’ensemble
- Esodo Infinito (la scomparsa delle luciole) 20 min (2015) pour grand orchestre et électronique.
- Brisure Spontanée de Symétrie 15 min (2009) pour ensemble et électroacoustique.
- Lineas dispersas 7 min (2008) pour clarinette basse, flûte en sol, trombone, alto, violoncelle et percussion.
- Splendid Isolation 6 min (2008) étude pour 21 instruments.
- Una noche blanca 6 min (2005) pour trois ensembles de saxophones spatialisés.
- Una sombra ya pronto seras… 7 min (2002) pour orchestre.